# 노 웨이 아웃 : 더 룰렛
《노 웨이 아웃 : 더 룰렛》은 대한민국의 2024년 7월 31일 부터 공개 중인 범죄 스릴러 액션 느와르 U+모바일tv 오리지널 드라마이다.

## 줄거리
희대의 흉악범이 출소하자 200억 원의 현상금을 건 '공개살인청부'가 벌어지는 가운데, ‘죽이려는 자’와 ‘살아남으려는 자’ 사이에서 펼쳐지는 대결이 시작된다

## 등장 인물

### 주요 인물
- 조진웅 : 백중식 역
- 유재명 : 김국호 역
- 김무열 : 이상봉 역
- 염정아 : 안명자 역
- 성유빈 : 서동하 역
- 허광한 : 미스터 스마일 역
- 이광수 : 윤창재 역
- 김성철 : 성준우 역
- 김윤성 : 장사장 역

### 그 외 인물
- 최명빈 : 백소미 역
- 허동원 : 박주호 역
- 박수영 : 경찰서장 역
- 임수형 : 병민 역
- 현봉식 : 임지홍 역
- 오우리 : 박 순경 역

### 기타 인물
- 미상 : 가면 남 역
- 미상 : 백충식의 딸 역

## 참고 사항
- 대만 배우 허광한의 한국 드라마 데뷔작이다.
- 유재명, 김무열, 김윤성, 허동원은 2019년에 개봉한 영화 《악인전》 이후로 5년 만에 재회하는 작품이다.
- 김무열, 현봉식은 2024년에 개봉한 영화 《범죄도시4》 이후로 3개월 만에 재회하는 작품이다.
- '범인에 대한 공개 살인 청부'라는 점에서 동명의 영화로도 제작된 키우치 카즈히로의 소설 〈짚의 방패〉와 같은 설정을 사용하고 있다는 점이 공개 전부터 주목받기도 하였다.